# Claude Dielna
Claude Dielna (Clichy, 14 december 1987) is een Frans voormalig voetballer die doorgaans speelde als centrale verdediger. Tussen 2006 en 2022 was hij actief voor FC Lorient, Istres, Olympiakos, Sedan, Ajaccio, Sheffield Wednesday, Slovan Bratislava, Dinamo Boekarest, New England Revolution, Portland Timbers, Universitatea Craiova en Ħamrun Spartans. Dielna is een broer van Joël Dielna en een neef van Ronald Zubar en Stéphane Zubar, alle drie tevens profvoetballer.

## Clubcarrière
Dielna begon zijn carrière na het doorlopen van de jeugdopleiding van SM Caen bij FC Lorient, onder coach Christian Gourcuff. Hij kwam daar nooit tot speelminuten in de hoofdmacht. Tussen 2008 en 2012 speelde hij vier jaar bij Istres, waarna hij in mei 2012 als transfervrije speler een contract bij Olympiakos Piraeus tekende. Dielna wist zich ook hier niet in de selectie te spelen en werd verhuurd aan achtereenvolgens CS Sedan en AC Ajaccio. In de zomer van 2014 maakte Dielna de overstap naar Sheffield Wednesday, waar hij zijn handtekening zette onder een verbintenis voor de duur van drie seizoenen.
In februari 2016 werd de Fransman voor een half jaar op huurbasis gestald bij Slovan Bratislava. In februari 2017 werd Dielna opnieuw verhuurd, ditmaal aan Dinamo Boekarest. In de zomer van 2017 verliet de Fransman Sheffield, waar zijn verbintenis was afgelopen. Hierop tekende hij bij New England Revolution. Anderhalf jaar later ging hij voor Portland Timbers voetballen. In 2020 speelde hij een periode voor Universitatea Craiova. Een klein jaar later nam Ħamrun Spartans hem onder contract. In juli 2022 besloot Dielna op vierendertigjarige leeftijd een punt achter zijn actieve loopbaan te zetten.